# Crossandra horrida
Crossandra horrida är en akantusväxtart som beskrevs av K. Vollesen. Crossandra horrida ingår i släktet Crossandra och familjen akantusväxter. Inga underarter finns listade i Catalogue of Life.